# مرجانلو
مرجانلو یکی از روستاهای استان آذربایجان شرقی است که در دهستان شورکات جنوبی بخش ایلخچی شهرستان اسکو واقع شده‌است.جمعیت آن حدود ۳۰۰ نفردر سال ۹۵ بوده است.
شغل بیشتر مردم این روستا دامداری و کشاورزی است.